# Rökkur
Rökkur (ang. Rift) – islandzki film fabularny z 2017 roku, którego reżyserem, scenarzystą i producentem jest Erlingur Thoroddsen. Opowiada historię dwóch mężczyzn (Björn Stefánsson i Sigurður Þór Óskarsson), byłych partnerów, którzy spotykają się w domku letniskowym na odludziu. Na wsi, gdzie przebywają, dochodzi do tajemniczych, niekiedy mrożących krew w żyłach zdarzeń. Światowa premiera projektu odbyła się 4 lutego 2017 podczas 40. Festiwalu Filmowego w Göteborgu.
Rökkur został pozytywnie oceniony przez krytyków. Podczas gali L.A. Outfest Thoroddsen wyróżniony został nagrodą przyznaną za najlepszą wizję artystyczną. Organizatorzy festiwalu uznali, że film, opowiadając o traumatycznych przeżyciach z przeszłości, „buduje hitchcockowski suspens” i opiewa piękno islandzkiej przyrody. Film uzyskał nominacje do kilku innych nagród oraz był przedmiotem analizy akademickiej autorstwa Mirandy Wilkie.

## Fabuła
Gunnar i Einar byli parą, ale ich związek rozpadł się kilka miesięcy temu. Pewnej nocy Gunnar odbiera telefon od swojego byłego partnera, który przebywa w domku letniskowym w małej wiosce Rökkur. Einar czuje, że nie ktoś go obserwuje i brzmi, jakby groziło mu niebezpieczeństwo. Zaniepokojony Gunnar odwiedza go na odludziu; postanawiają spędzić razem kilka dni. Wkrótce zaczyna dochodzić do tajemniczych, niekiedy mrożących krew w żyłach zdarzeń.

## Obsada
- Björn Stefánsson − Gunnar
- Sigurður Þór Óskarsson − Einar
- Guðmundur Ólafsson − Grétar
- Aðalbjörg Árnadóttir − Gyða
- Anna Eva Steindórsdóttir − Sjáandi (Seer)
- Böðvar Óttar Steindórsson − Leemoy

## Tło i etap produkcji
Pierwszy szkic scenariusza ukończony został w grudniu 2015 roku. Erlingur Thoroddsen chciał nakręcić niskobudżetowy horror, którego głównym tematem byłoby rozstanie kochanków. Wiedział, że tworzy horror o tematyce LGBT oraz jeden z pierwszych tego typu projektów rodem z Islandii. Uznał, że umieszczając bohaterów w wyizolowanym, opuszczonym miejscu, znacząco wpłynie na historię − w ten sposób miała ona „nabrać własnego życia”. Napisanie scenariusza, który skupia się zaledwie na dwóch bohaterach, przebywających w znacznej mierze w tej samej lokalizacji, Thoroddsen określił jako „wyzwanie”. Akcja filmu osadzona jest w domku letniskowym, położonym pośrodku niczego. Dom, w którym realizowano zdjęcia, odwiedzany był rodzinę Thoroddsena jeszcze zanim napisał on scenariusz Rökkur. Bliscy zachęcali reżysera, by zobaczył chatę na własne oczy; miał tam znaleźć inspirację do tworzenia. Obraz kręcono pod koniec zimy − w okolicach marca 2016 − w Hellissandur, nieopodal lodowca Snæfellsjökull. Islandia, zdaniem Thoroddsena, ma w sobie wiele „upiornych detali” i stanowi doskonałą przestrzeń do pracy nad horrorem. Z reżyserem współpracowali tylko dwaj operatorzy kamery: mistrz oświetlenia Adam Uyemura oraz John Wakayama Carey, figurujący jako autor zdjęć. Ekipa nie władała dużą ilością sprzętu, a Uyemura i Wakayama Carey najczęściej pracowali ze światłem naturalnym oraz improwizowanymi projektami oświetleniowymi. Na planie zdjęciowym panowały ciężkie warunki; temperatura była na tyle niska, że chwilami aktorzy nie mogli poruszać ustami i nie mieli pewności, czy prawidłowo wypowiadają swoje kwestie dialogowe. Zdjęcia zrealizowano w ciągu piętnastu dni, choć scenariusz liczył aż sto stron. Prace na planie, kontynuowane również w nocy, miały być natężone, ale „bezstresowe”. Ekipa współtworząca Rökkur była nieliczna, a naturalnych plenerów i przestrzeni wewnętrznych wybrano zaledwie kilka. Zniszczony, rozpadający się budynek, który wykorzystano w filmie, to w istocie rodzinny dom matki Thoroddsena. W grudniu 2016 roku film znajdował się na etapie postprodukcji.
Film inspirowany był starszymi projektami: Personą w reżyserii Ingmara Bergmana (1966) oraz Zupełnie innym weekendem (Weekend, 2011). W dramacie Bergmana uwagę Thoroddsena przykuły długie monologi oraz sceny fantazji i sennych marzeń. Wpływy obu tych produkcji miały być dostrzegalne w Rökkur. Według krytyczki filmowej Mirandy Wilkie, z Personą łączy się Rökkur za sprawą wysoce stylowego kontekstu wizualnego i scenariusza kładącego nacisk na „egzystencjalnym terrorze”, a Zupełnie inny weekend przypomina dzięki naturalnemu przedstawieniu gejowskiego związku. Wilkie porównała projekt do innego art-house'owego horroru, Pod skórą (Under the Skin, 2013) w reżyserii Jonathan Glazera, uznając, że obie pozycje wyróżnia nietypowy dla własnego gatunku „prestiż”. Aranżując sekwencje grozy, Thoroddsen tchnięty był dziełami Briana De Palmy − swojego idola. Reżyser przyznał, że film czerpie też z klasycznych thrillerów − najistotniejsze są w nim suspens i budowanie napięcia − przez co mógłby zostać określony jako „hitchcockowski”. Choć Rökkur nie jest filmem autobiograficznym, jego scenariusz nawiązuje do wydarzeń z życia Thoroddsena i najbliższych mu osób. Tuż przed rozpoczęciem prac nad skryptem artysta rozstał się ze swoim partnerem. Ważnym punktem odniesienia dla historii są abstrakcyjne uczucia i wewnętrzna dezorganizacja, towarzyszące rozstaniu. Reżyser ustalił, że istotniejsze od logiki będą w Rökkur emocje, a „horror będzie toczył się w głowach bohaterów”. Film zmontowano w taki sposób, by widzowie mogli „wynieść własne konkluzje po obejrzeniu poszczególnych scen”.
Według Wilkie, za pośrednictwem filmu Thoroddsen bada „mroczną stronę życia gejów” − doświadczenia takie, jak przedwczesna inicjacja seksualna, internetowa mistyfikacja czy wreszcie gwałt. Rökkur ma opowiadać o traumie, a reżyser sugeruje, że przemoc fizyczna często wywołuje zaburzenia psychiczne i emocjonalne. Film, który opowiada o horrorze związanym z finalizacją związku uczuciowego, ma charakter metaforyczny: jego tytuł stanowi nazwę miejsca akcji, ale w języku islandzkim oznacza zarazem zmierzch. Jak zaznacza Wilkie, relacja bohaterów jest półmroczna, bywa jednocześnie świetlista i beznadziejnie ciemna. Obraz cechuje się indywidualnym stylem i wizją artystyczną, co wiąże go z kinem autorskim przełomu lat sześćdziesiątych i siedemdziesiątych. Istotny jest związek Rökkur z tragi-horrorem Nie oglądaj się teraz (Don't Look Now, 1973) w reżyserii Nicolasa Roega. W obu produkcjach czerwień wykorzystana została w przestrzeni kadrowej, by wywołać uczucie zagrożenia.

## Ścieżka dźwiękowa
Muzykę do filmu skomponował Einar Sv. Tryggvason. Ścieżkę dźwiękową napisano w trakcie zaledwie dwóch miesięcy, pod koniec 2016 roku. W styczniu 2017 soundtrack został zrealizowany; sesje nagraniowe miały miejsce w Studio Sýrland w Reykjavíku. W trakcie nagrań korzystano między innymi z fortepianu, gitary, klarnetu, instrumentów perkusyjnych i elektronicznych. Album z muzyką filmową wydano 21 października 2017, na tydzień przed islandzką premierą kinową.

### Współtwórcy
| - Wiolonczela: Sigurður Halldórsson - Altówka: Eyjólfur Bjarni Alfreðsson - Skrzypce: Geirþrúður Ása Guðjónsdóttir, Una Sveinbjarnardóttir - Gitara: Björn Thoroddsen | - Klarnet: Grímur Helgason - Fortepian: Einar Sv. Tryggvason - Instrumenty elektroniczne: Einar Sv. Tryggvason - Inżynier dźwięku: Sveinn Kjartansson |

### Lista utworów
| - 1. „Rökkur (Rift)” − 1:57 - 2. „Ó, Göngur” − 3:36 - 3. „Leemoy” − 2:05 - 4. „Húsið (The House)” − 3:09 - 5. „Undir Norðurljósunum (Under the Northern Lights)” − 4:32 | - 6. „Út Í Myrkrið (Into the Darkness)” − 1:49 - 7. „Mannavillt (Mistaken Identity)” − 1:01 - 8. „Sveltistampur” − 1:33 - 9. „Ekki Stoppa (Don’t Stop)” − 2:20 (czas trwania: 22:02) |

## Wydanie filmu
Film prezentowany był na festiwalach w Europie, Azji i obu Amerykach. Jego oficjalna premiera odbyła się 4 lutego 2017 roku podczas 40. Festiwalu Filmowego w Göteborgu; Rökkur był obrazem zamykającym ceremonię. Cztery miesiące później, w czerwcu, projekt pokazano w trakcie Oslo Pix w Norwegii oraz Międzynarodowego Festiwalu Filmowego w Monachium, a w lipcu wyświetlono go widzom kalifornijskiego Outfestu oraz Festiwalu Kina Fantastycznego w Bucheon. W czerwcu w sieci zadebiutował teaser filmu; poinformowano też, że jego dystrybutorem w Ameryce Północnej będzie Breaking Glass Pictures. 7 września 2017 film zaprezentowany został na lizbońskim festiwalu kina grozy, „MOTELX”. W drugiej połowie września emisji obrazu podjęli się organizatorzy kolejnych festiwali: teksańskiego Fantastic Fest, sztokholmskiego Cinema Queer, Międzynarodowego Festiwalu Filmów Niezależnych w Kalifornii oraz festiwalu „Cinema Diverse”, zorganizowanego w Palm Springs.
W październiku Rökkur pokazywany był widzom brytyjskim i amerykańskim, między innymi na festiwalach w Londynie (4 października), Nowym Orleanie (14 października) i Cambridge (20 października). Seans na festiwalu Iris Prize w Cardiff − który odbył się 11 października − zwieńczony został rozmową reżysera z obecnymi na sali widzami. 27 października w Islandii miała miejsce premiera kinowa filmu. Po emisji na Międzynarodowym Festiwalu Filmowym w Leeds, projekt został wydany w systemie VOD na terenie Stanów Zjednoczonych (21 listopada). W grudniu 2017 roku Rökkur wyświetlono podczas dwóch festiwali kina LGBT w Serbii. W USA, Niemczech i Szwecji film wydany został pod anglojęzycznym tytułem Rift. W Australii obraz zaprezentowano podczas Mardi Gras Film Festival 17 lutego 2018 oraz na festiwalu kina queerowego w Melbourne, miesiąc później, 17 marca. 14 marca 2018 obraz emitowano podczas przeglądu kina skandynawskiego New Nordic Cinema w USA.

## Odbiór
Odbiór filmu przez krytyków był pozytywny. Agregujący recenzje filmowe serwis Rotten Tomatoes, w oparciu o siedem omówień, okazał obrazowi 100-procentowe wsparcie. W recenzji dla serwisu Shadows on the Wall Rich Cline chwalił projekt za „wspaniałe, hitchcockowskie sekwencje, których grozę wzmacnia wyborna ścieżka dźwiękowa autorstwa Einara Sv. Tryggvasona”. Megan Casady (Nightmarish Conjurings) też oceniła muzykę pozytywnie. Komplementując warstwę audiowizualną filmu, uznała go za „arcydzieło”. Stephen Farber, dziennikarz współpracujący z pismem The Hollywood Reporter, docenił zdjęcia autorstwa Johna Wakayamy Careya i muzykę Tryggvasona, ale doszedł do wniosku, że to aktorzy − Björn Stefánsson i Sigurður Þór Óskarsson − „dźwigają film na swych barkach, tworząc bardzo wymowne kreacje”. Farber okrzyknął Rökkur jako „jeden z najbardziej intrygujących islandzkich thrillerów, jakie powstały w ostatnich latach”.
Albert Nowicki (His Name Is Death) pisał: 

„By lepiej film zrozumieć, należy skupić się nie tyle na tropieniu logiki w zachowaniu postaci, co na odczytywaniu ich emocji. Rökkur jest historią miłości i strachu, a także młodzieńczych traum, w tym wczesnych inicjacji seksualnych. Bohaterowie nie dzielą się na protagonistę i antagonistę: interesują nas przeżycia wewnętrzne zarówno Gunnara, jak i jego byłego partnera, obu chcielibyśmy zobaczyć w szczęśliwym finale. Tylko czy na happy end faktycznie powinniśmy liczyć? W Rökkur chłód Islandii oraz jej mieszkańców wydaje się jeszcze bardziej przeszywający niż w nieco starszym Pamiętam cię. Skaliste powierzchnie i uciążliwe warunki pogodowe symbolizują chwiejność relacji między bohaterami – relacji chwilami idyllicznej, a czasem wręcz niebezpiecznej. Metaforą dla związku są też szpetne, opuszczone budynki oraz ich zdewastowane wnętrza. Einar i Gunnar są postaciami zimnymi, zamkniętymi w sobie; w całym filmie znalazło się miejsce dla jednej tylko sceny, w której panowie wykazują jakiekolwiek sentymenty i stają się emocjonalnie nadzy. Sekwencja w znacznej mierze opiera się na monologu Gunnara, który wyznaje, że stracił cnotę podczas gwałtu, jako nastolatek. To moment, w którym dystans bohatera i jego decyzja o odejściu od ukochanego zostają częściowo chociaż umotywowane.”

Nowicki uznał Rökkur za jeden z dziesięciu najlepszych horrorów 2017 roku. Alex Lines (Film Inquiry) chwalił pracę reżysera, operatora oraz aktorów; dialogi bohaterów kwitował jako „intymne”, „pełne znaczeń”. Alexander Ryll (Gay Essential) stwierdził, że film jest „genialny i innowacyjny”; finalnie przyznał mu ocenę w postaci . Dziennikarka współpracująca z portalem Nightmare on Film Street pisała: „Rökkur to film hipnotyczny − od pierwszych do ostatnich minut. Jest mrożącym krew w żyłach dramatem, który potrafi trzymać w zainteresowaniu.” Węgierska krytyczka Júlia Kajdi porównała film francuskiego dreszczowca Nieznajomy nad jeziorem (2013). W recenzji dla serwisu Pajiba Kristy Puchko skwitowała Rökkur jako „połączenie melodramatu Tamte dni, tamte noce (2017) z horrorem To przychodzi po zmroku ('17)”. Według Puchko, najistotniejsze dla historii Thoroddsena są miłość i uczucie bólu. Matt Donato (We Got This Covered) doszedł do wniosku, że „Thoroddsen w absolutnie nietuzinkowy sposób przytacza dość tuzinkową opowieść”. Według Donato, Rökkur to film o wewnętrznych demonach. Anton Bitel (Sight and Sound) widział w filmie „wielopoziomowe, upiorne studium sprzecznych pragnień”, traktujące też o trudnej przeszłości. Dziennikarz porównał projekt do tragi-horroru Nie oglądaj się teraz z 1973 roku. Sophia Watson (filmink.com.au) komplementowała pracę operatora, Johna Wakayamy Careya, a jego zdjęcia uznała za pełne symbolizmu. Chwaliła też grę aktorską oraz fakt, że orientacja seksualna bohaterów stanowi kwestię poboczną i nie jest ukazana w sposób problematyczny. Projekt podsumowała jako „przerażający i zniuansowany”. Oliver Armknecht, związany z portalem film-rezensionen.de, wysoko ocenił pracę operatora (w tym ujęcia islandzkich krajobrazów), interesujące postaci i nastrój filmu, ale uznał, że projekt jest „nie do końca przemyślany”. Chase Burns, który polecał film na łamach serwisu thestranger.com, dostrzegł w Rökkur odwołania do gejowskiej ikonografii, w tym do słynnej fotografii autorstwa Davida Wojnarowicza, Untitled (Buffaloes).
Według krytyczki Mirandy Wilkie, Rökkur stanowi − obok Moonlight (2016) i Tamtych dni, tamtych nocy (2017) − część „nowej fali filmów o tematyce LGBT, które zapewniają queerowym postaciom odpowiedni kontekst fabularny oraz pełnokrwiste rysy osobowościowe”. Wilkie zaznaczyła, że jest projekt Thoroddsena „daleki od stereotypów”, tych wynikających ze specyfiki kina grozy, jak i dotyczących życia osób homoseksualnych.

## Remake
Pod koniec września 2018 roku ogłoszono, że powstanie amerykański remake filmu. Prawa do adaptacji nabyła niezależna wytwórnia Orion Pictures. Erlingur Thoroddsen zatrudniony został do napisania scenariusza; wśród producentów figurowali Dan Kagan, J. Todd Harris i Marc Marcum.

## Nagrody i wyróżnienia
- 2018, CinEuphoria:
  - Nagroda Widzów − jeden z dziesięciu najlepszych filmów roku (wyróżniony: Erlingur Thoroddsen)[4]
  - nominacja do nagrody w kategorii najlepszy aktor (Björn Stefánsson)[5]
  - nominacja do nagrody w kategorii najlepszy aktor drugoplanowy (Sigurður Þór Óskarsson)[5]
  - nominacja do nagrody w kategorii najlepsze zdjęcia (John Wakayama Carey)[5]
  - nominacja do nagrody w kategorii najlepsza ścieżka dźwiękowa (Einar Sv. Tryggvason)[5]
  - nominacja do nagrody w kategorii najlepszy plakat/poster promocyjny[5]
- 2017, L.A. Outfest:
  - nagroda festiwalowa, przyznana w kategorii wizja artystyczna (Erlingur Thoroddsen)[4]
- 2017, MOTELx − Festival Internacional de Cinema de Terror de Lisboa:
  - nominacja w kategorii najlepszy europejski film fabularny (Erlingur Thoroddsen; Blue Fox Entertainment)[4]